# Francesco Bassano l'Ancien
Pour les articles homonymes, voir Bassano.
Francesco da Ponte dit Francesco Bassano l'Ancien (Vicence, v. 1475 - Bassano del Grappa, 1530) est un peintre italien de la haute Renaissance, le patriarche de la lignée de peintres Bassano.

## Biographie

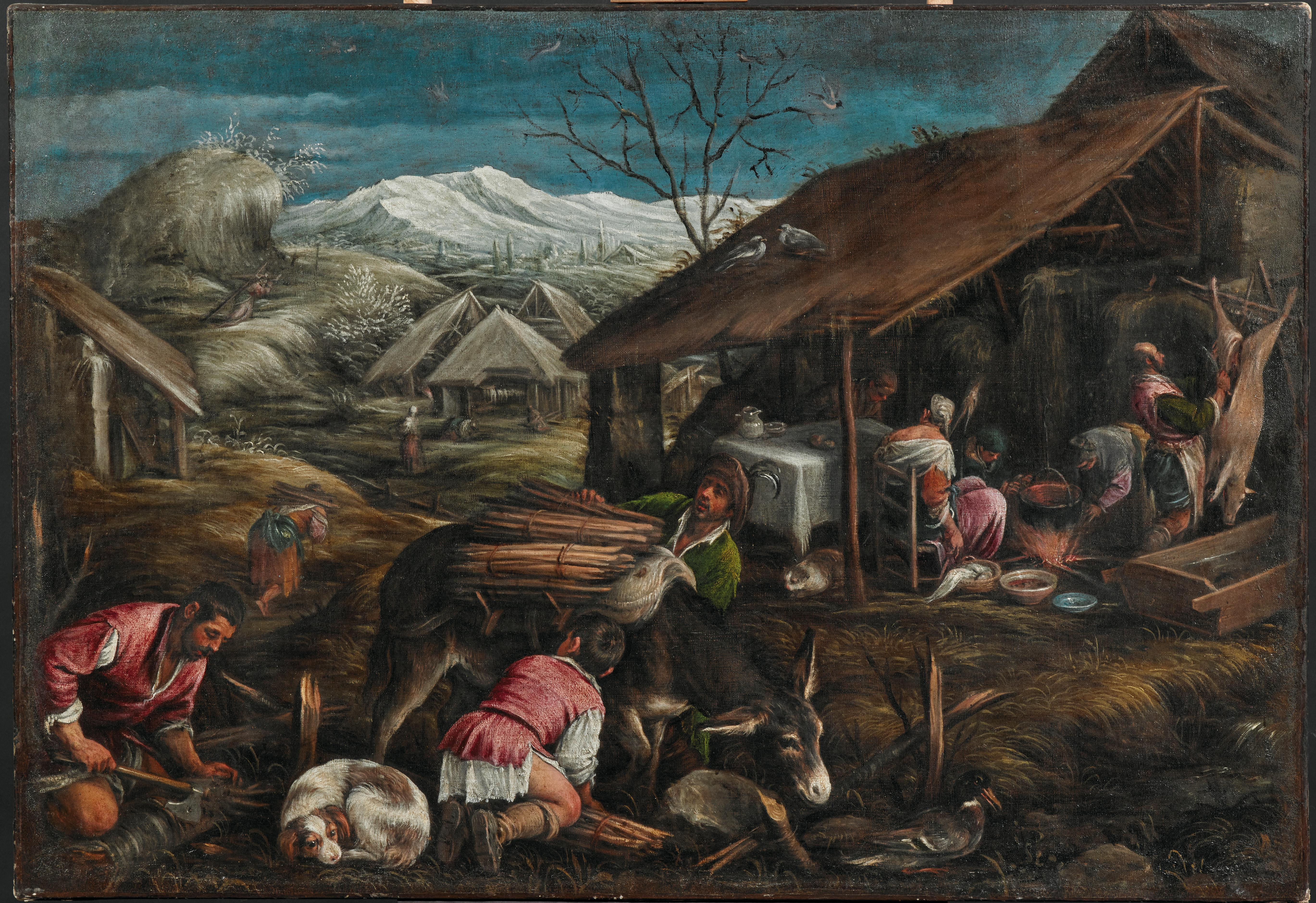
Hiver (avant 1592).

Après un apprentissage à Venise, Francesco Bassano s'établit à Bassano del Grappa et fut un suiviste du style de Giovanni Bellini.
Il a peint un Saint Bartholomée pour la cathédrale de Bassano, un retable pour l'église San Giovanni, et une Déposition de Croix pour l'église d'Oliero, frazione de Valstagna.
Son fils, Jacopo Bassano devint un peintre reconnu à Venise et en Vénétie et installa un atelier à Bassano avec ses quatre fils.

## Crédit d'auteurs
- (en) Cet article est partiellement ou en totalité issu de l’article de Wikipédia en anglais intitulé « Francesco da Ponte » (voir la liste des auteurs).